# سينثيا
سينثيا (بالإنجليزية: Cynthia)‏ هي مغنية أمريكية، ولدت في 6 مايو 1968 في مانهاتن في الولايات المتحدة.

## وصلات خارجية
- سينثيا على موقع ميوزك برينز (الإنجليزية)
- سينثيا على موقع ديسكوغز (الإنجليزية)